# Anno Saul
Pour les articles homonymes, voir Saul.
Anno Saul, né le 14 novembre 1963 à Bonn (Allemagne de l'Ouest), est un réalisateur et scénariste allemand.

## Filmographie partielle

### Au cinéma
- 1990 : Unter Freunden
- 1999 : Grüne Wüste
- 2004 : Kebab Connection
- 2006 : Wo ist Fred?
- 2009 : The Door : La Porte du Passé (Die Tür)
- 2011 : Reiff für die Insel - Neubeginn
- 2014 : Irre sind männlich

### À la télévision
- 1996 : Und morgen fängt das Leben an (TV)
- 1997 : Alte Liebe, alte Sünde (TV)
- 1998 : Blind Date - Flirt mit Folgen (TV)
- 1998 : Zur Zeit zu zweit (TV)
- 2002 : Die Novizin (TV)
- 2010 : Niedrig und Kuhnt - Kommissare ermitteln (série TV)
- 2013 : Reiff für die Insel - Katharina und der ganz große Fisch (TV)
- 2013 : Nord Nord Mord - Clüver und die fremde Frau (TV)
- 2007 : Der Kommissar und das Meer (série TV)
- 2015 : Nord Nord Mord - Clüvers Geheimnis (TV)
- 2015 : Reiff für die Insel - Katharina und der große Schatz (TV)
- 2016 : Nord Nord Mord - Clüver und der tote Koch (TV)
- 2019 : Charité : En guerre (TV)